# 妙脆角
妙脆角是一种由通用磨坊生产的玉米製三角形零食。  1965年，通用磨坊開始推出妙脆角，1966年初開始在美國全國範圍內銷售 。截至2014年11月，除了美国外，妙脆角還在加拿大、中国、丹麦、伊拉克、荷兰以及中美洲和加勒比地区等国家銷售。 

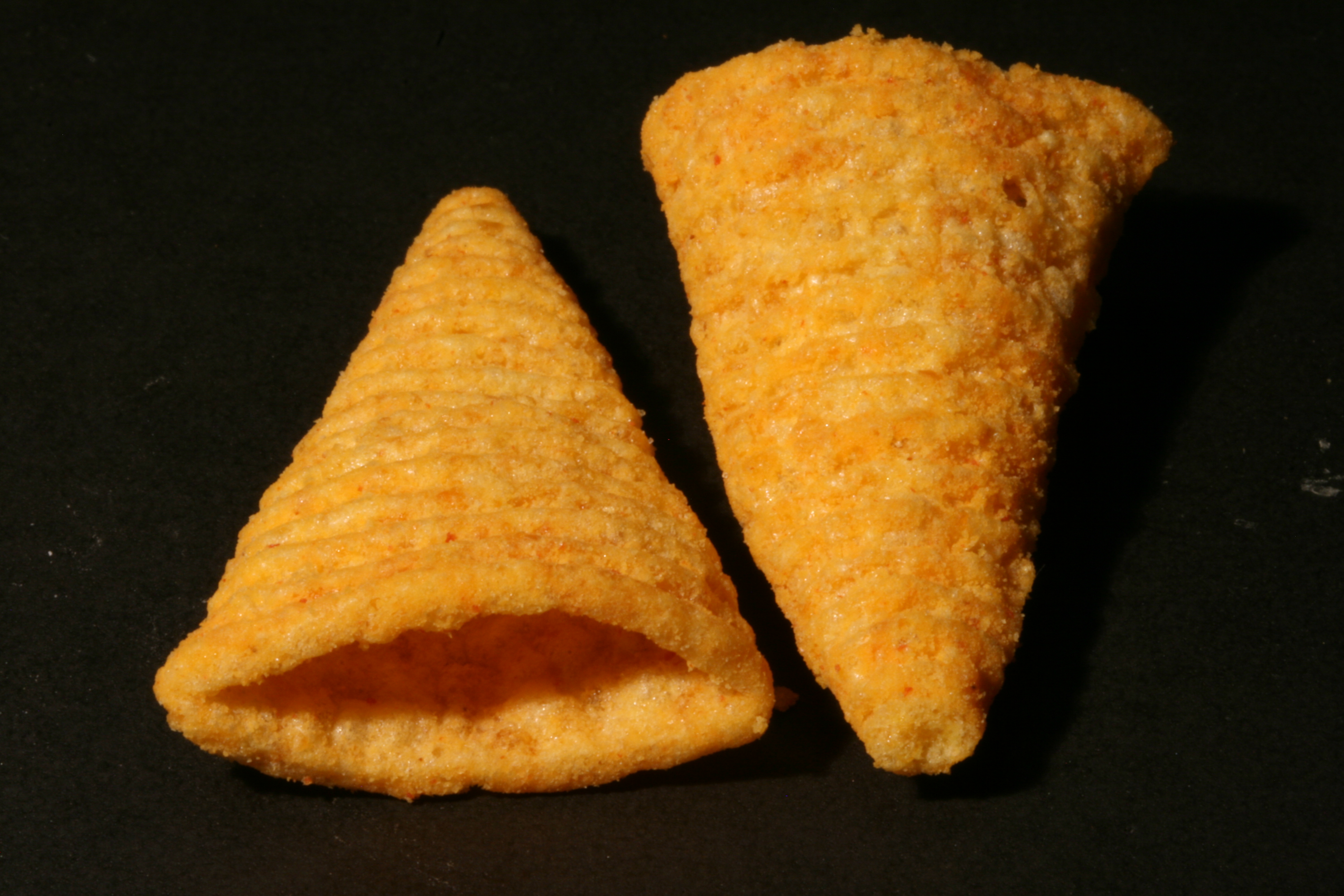
妙脆角